# Мамель
Мамель (фр. Mamelles) — невеликий острівець в Індійському океані, входить до групи Внутрішніх Сейшельських островів, належить державі Сейшельські Острови.
Острів Мамель лежить у центрі Сейшельського архіпелагу, за 13 км на північний схід від острова Мае. Являє собою гранітний острів, довжиною 300 м, шириною 310 м, трохи вкритий рослинністю. Фауна острова представлена лише дикими кролями та морськими птахами, зокрема крячками, які гніздяться на острові.
Назва острова походить від французького слова «mamelles», що означає «груди». Таку дивну назву острів отримав завдяки своїй формі — два високих пагорби на півдні та на півночі, і порівняно глибока улоговина між ними. На південному пагорбі, який трохи вищий, ніж північний, 15 грудня 1911 року встановлено маяк.